# Kate Ashfield
Pour les articles homonymes, voir Ashfield.
Kate Ashfield, née le 28 mai 1972 à Oldham, est une actrice britannique. Elle est surtout connue en France pour son rôle de Liz dans Shaun of the Dead de Edgar Wright.

## Filmographie
- 1999 : Hôtel Paradiso, une maison sérieuse (Guest House Paradiso), d'Adrian Edmondson : Mrs Hardy
- 2000 : The Low Down : Ruby
- 2001 : Shopping de nuit (Late Night Shopping : Jody
- 2004 : Shaun of the Dead de Edgar Wright : Liz, la compagne de Shaun
- 2003 : Une Vie si fragile : Sadie MacGregor
- 2003 : Assassinez Hitler : Rachel
- 2005 : Le Témoin du marié (The Best Man) de Stefan Schwartz:Becka
- 2007 : The Baker de Gareth Lewis (en) : Rhiannon
- 2008 : Le Journal d'Anne Frank (The Diary of Anne Frank) (série télévisée) de Jon Jones
- 2010 : Hercule Poirot (série TV, épisode Drame en trois actes) : Miss Wills
- 2010 : The Kid : Madeline
- 2011 : Trois fois 20 ans de Julie Gavras
- 2011 : United de James Strong : Alma George
- 2012 : Line of Duty (série télévisée) : Jools Gates (saison 1)
- 2012 : When the Lights Went Out de Pat Holden : Jenny
- 2013 : Believe, Theatre of dreams : Helen
- 2019 : Bienvenue à Sanditon dans le rôle de Mary Parker
- 2022 : His Dark Materials : À la croisée des mondes : le Mulefa Atal (voix, saison 3)
- 2023 : Bodies : Elaine Morley, mère adoptive d'Elias Mannix

## Distinctions

### Récompenses
- 2001 : British Independent Film Awards de la Meilleure actrice pour Late Night Shopping
- 2004 : Royal Television Society Awards de la Meilleure actrice pour Une Vie si fragile

### Nominations
- 2000 : Nommée au British Independent Film Awards de la meilleure actrice pour The Low Down
- 2003 : Nommée au British Independent Film Awards de la meilleure actrice pour Une Vie si fragile
- 2005 : Nommée à l'Empire Award de la meilleure actrice britannique pour Shaun of the Dead